# عمر رزگان
عمر رزگان (انگلیسی: Omar Rezgane؛ زادهٔ ۴ november ۱۹۸۱ (۴۳ سال)) بازیکن فوتبال اهل بریتانیا است.
از باشگاه‌هایی که در آن بازی کرده‌است می‌توان به باشگاه فوتبال پاتریک تیسل اشاره کرد.